# Rueda de Pisuerga
Rueda de Pisuerga es una localidad de la provincia de Palencia (Castilla y León, España) que pertenece al municipio de Cervera de Pisuerga.

## Geografía
Está a una distancia de 8 km de Cervera de Pisuerga, la capital municipal, y a 16 km de Aguilar de Campoo, en la comarca de Montaña Palentina.

## Demografía
Evolución de la población en el siglo XXI
| Gráfica de evolución demográfica de Rueda de Pisuerga entre 2000 y 2020 |
|                                                                         |
| Población de derecho (2000-2020) según el padrón municipal del INE      |

## Historia

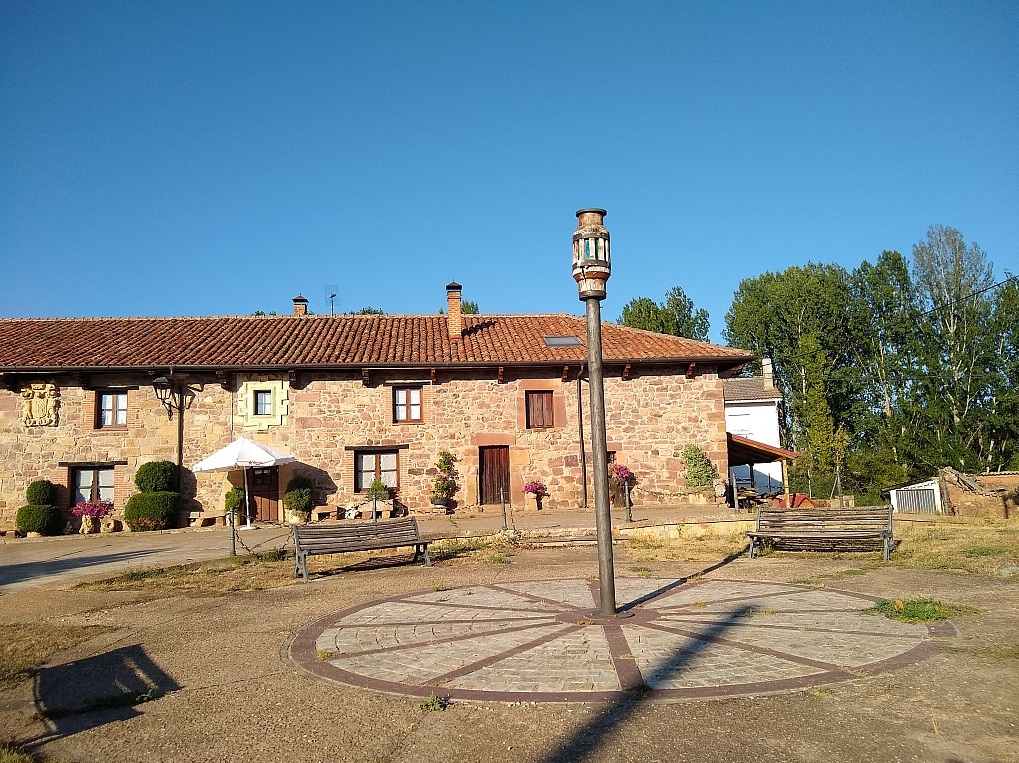
Plaza

En su término esta constatada la presencia de un castro prerromano atribuido a los Cántabros en el pago "El Otero" donde se encontró "el signum equitum" estudiado por Antxoka Martínez Velasco. Junto al pago de "el Otero" se encuentra el pago de "Vegallares" donde se encontraron dos tumbas de artesanos del metal y un ajuar de tumba de herrero.
Año 1.462. Santa María de Piasca arrienda tierras en Rueda de Pisuerga.
Final siglo XV. Se crea la Hermandad de la Santa Letanía o Letanía de Pisuerga formada por los concejos de Rueda de Pisuerga, Barcenilla y Quintanaluengos. Se realizan distintas procesiones hasta San Justo, donde se celebra misa y al finalizar se pasa lista.
Año 1.499. En el libro de Apeos del monasterio de Santo Toribio de Liébana se describen las tierras y propietarios en Rueda.
Año 1.532. En el libro de Apeos del monasterio de Santa María de Piasca se describe las tierras y propietarios en Rueda.
Año. 1.587. En el arciprestazgo de Ordejón aparece Rueda con 15 vecinos y 1 pila.
Año 1.625. En la toma de posesión de la jurisdicción de Cervera aparece por el concejo de Rueda el regidor Francisco Mantilla.
Año 1.651. Se reforma la Hermandad de la Santa Letanía, Juan Blanco por el concejo de Rueda participa en ella.
Año 1.752. La cofradía de Nuestra Señora del Camino sustituye a la Hermandad de la Santa Letanía.
A la caída del Antiguo Régimen la localidad se constituye en municipio constitucional que en el censo de 1842 contaba con 9 hogares y 47 vecinos, para posteriormente integrarse en Quintanaluengos.

## Patrimonio
- Iglesia de San Cristóbal: Conjunto de gran sencillez con origen en el siglo XII pero muy reformado posteriormente.

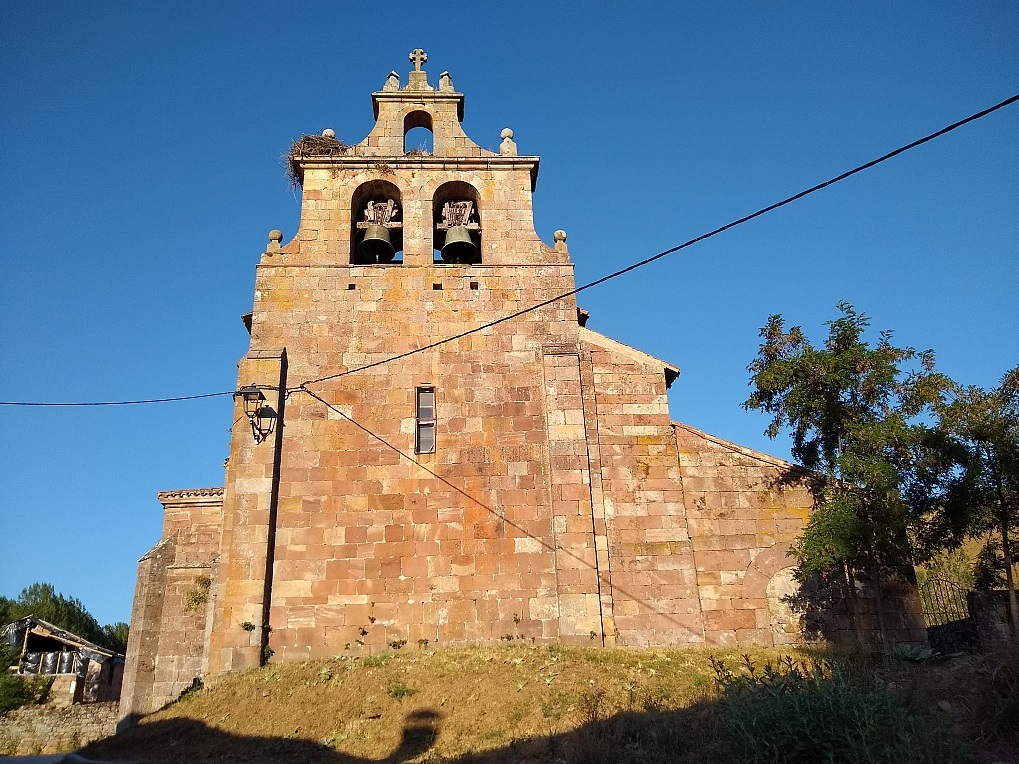
Iglesia de San Cristóbal